# Pfarrkirche Nikolsdorf

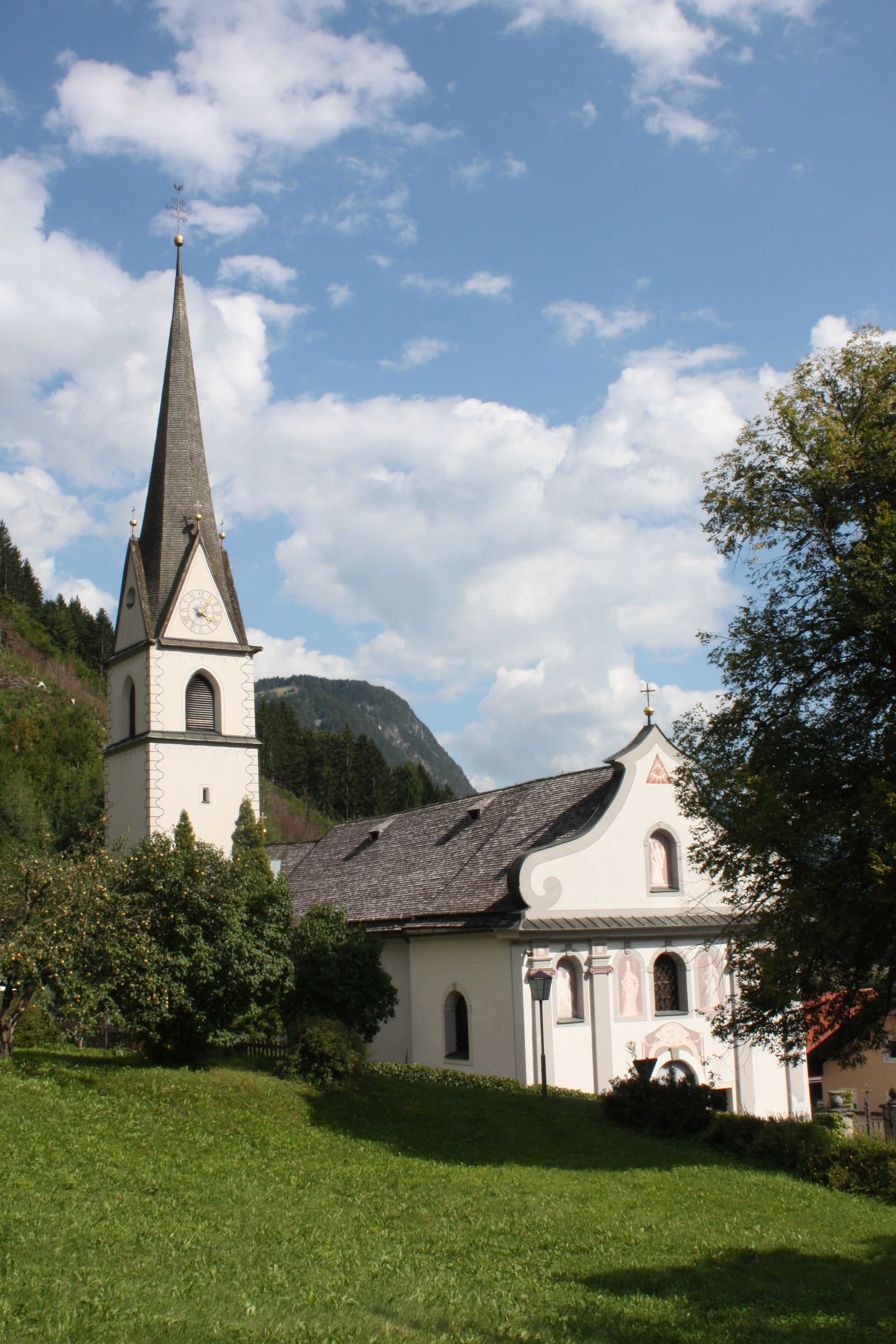
Katholische Pfarrkirche hl. Bartholomäus in Nikolsdorf

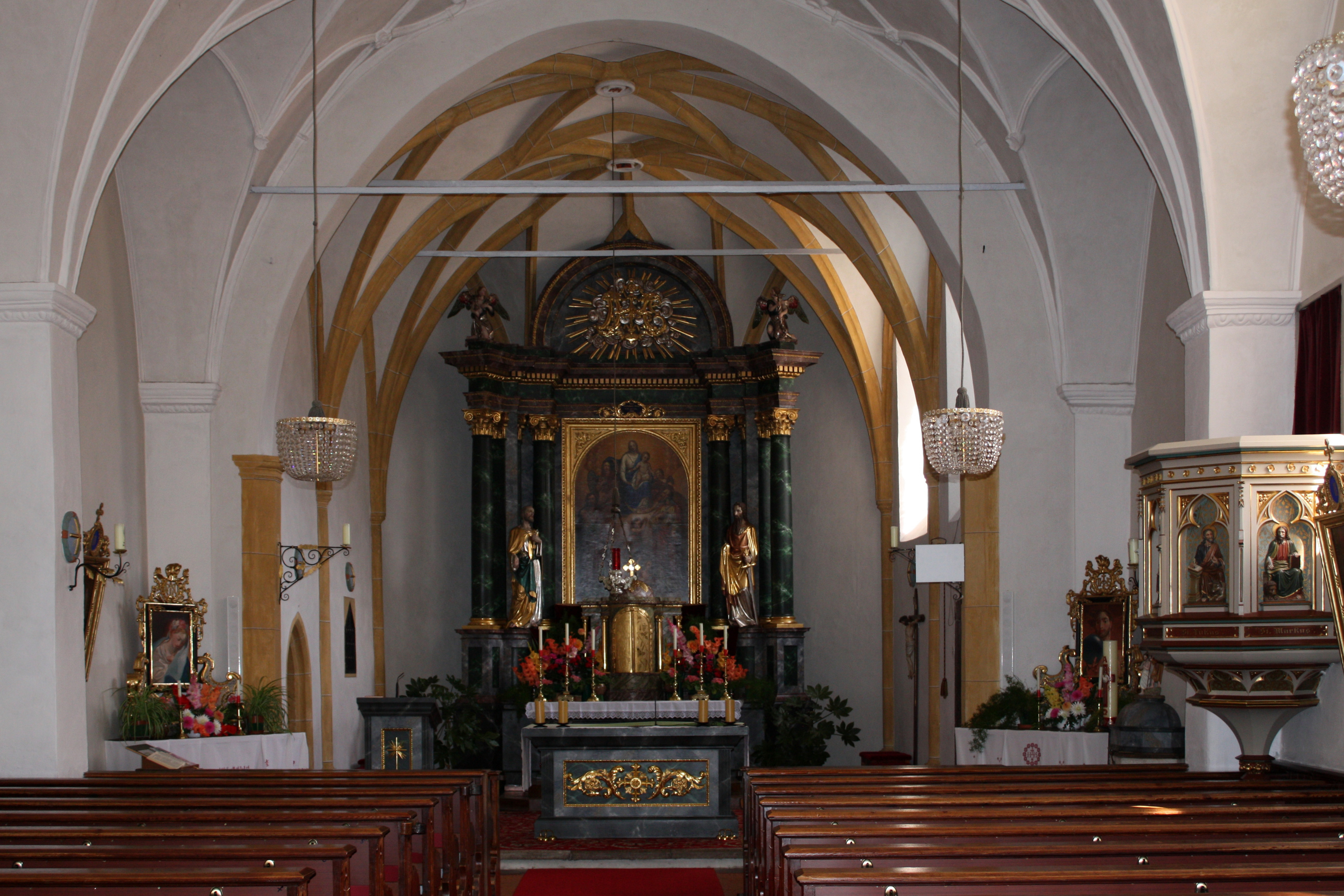
Langhaus, Blick zum Chor

Die Pfarrkirche Nikolsdorf steht am Ortsrand in der Gemeinde Nikolsdorf im Bezirk Lienz im Bundesland Tirol. Die dem Patrozinium hl. Bartholomäus unterstellte römisch-katholische Pfarrkirche gehört zum Dekanat Lienz der Diözese Innsbruck. Die Kirche steht unter Denkmalschutz (Listeneintrag).

## Geschichte
1363 wurde erstmals eine Kuratie mit pfarrlichen Rechten erwähnt. 1789 erfolgte die Erhebung zur Pfarrkirche. Der gotische Chor sowie der Turm wurden im 15. Jahrhundert errichtet. Das Langhaus wurde erstmals 1612 erneuert und 1785 verlängert.

## Architektur
Das Kirchenäußere besteht aus einem schlichten Langhaus unter einem steilen Satteldach und einem gegenüber dem Langhaus leicht eingezogenen polygonalen gotischen Chor an den ein gotischer Nordturm anschließt. Chor und Turm weisen einen gestuften gotischen Sockel auf. Die Fassaden sind an den Ecken durch Quadermalerei akzentuiert. Die Westfront ist pilastergegliedert. Über einem Gesims befindet sich ein bekrönender Volutengiebel. In Wandnischen werden die Heiligen Virgil und Rupert sowie allegorische Gestalten zu Glaube, Hoffnung und Liebe als Grisaille dargestellt.
Der Kirchturm hat ein mit Gesimsen abgegrenztes Glockengeschoß mit spitzbogigen Schallfenstern und wird durch einen oktogonalen Spitzhelm bekrönt. Eine neuere Sakristei ist südseitig angebaut.
Das Kircheninnere besteht aus einem einschiffigen fünfjochigen Langhaus unter einem Tonnengewölbe, die älteren vier Joche haben Stuckrippen aus dem letzten Viertel des 17. Jahrhunderts, die rechteckigen Wanddienste ruhen auf Halbkapitellen. Die Empore mit einer geschwungenen Brüstung steht auf Säulen. Der ehemals spitzbogige Triumphbogen wurde später abgerundet.
Der leicht eingezogene zweijochige Chor mit einem Dreiachtelschluss hat ein einfaches Sternrippengewölbe, das auf vier Rundsteinen mit Halbkapitellen ruht. Die runden Schlusssteine haben eine spätere Bemalung mit dem österreichischen Bindenschild. Das gotische Turmportal ist spitzbogig. Die Fenster sind rundbogig.

## Ausstattung
Josef Steiner errichtete den Hochaltar 1860. Er besteht aus einem Aufbau mit doppelten Säulen, Gebälkstücken, Vasen sowie einem Segmentgiebel. Auf dem Hochaltarbild sind Maria mit den Heiligen Bartholomäus und Jakobus dargestellt. Das Bild wird von Statuen der Heiligen Peter und Paul flankiert. Diese schufen Matthias Oberegger und Karl Fuetsch.
Die Seitenaltäre bestehen aus einfachen Mensen. Die Altarbilder in Rokoko-Rahmen stellen auf der einen Seite Christus und auf der anderen Seite Maria dar. Beide wurden von Wolfram Köberl 1965 gemalt.

## Friedhof
Die Kirche wird von einem ummauerten Friedhof umgeben. In der Friedhofsmauer befinden sich vier klassizistische Nischen, die durch Gemälde von Johann Baptist Oberkofler aus dem Jahr 1956 ausgestaltet sind.